# André Felippe Seixas Dias
André Felippe Seixas Dias, mais conhecido como André Dias (Montes Claros, 11 de março de 1981), é um ex-futebolista brasileiro que atuava como atacante.

## Carreira
André Dias passou por vários clubes do Brasil, com destaque para as passagens por Paraná Clube e Vasco da Gama.
Depois de um bom início de Campeonato Brasileiro pelo Vasco, André Dias despertou o interesse do futebol dos Emirados Árabes e deixou a equipe carioca. Entre 2007 e 2010, atuou pelo futebol dos Emirados Árabes. Em junho de 2010, sofreu uma ruptura do tendão patelar.

### Cruzeiro
No dia 13 de janeiro de 2011, foi anunciado como reforço do Cruzeiro. O atacante estreou pelo clube marcando o gol da vitória sobre o Villa Nova, aos 41 minutos do segundo tempo, em partida que terminou em 1 a 0.
Sem espaço no Cruzeiro, transferiu-se em seguida para o América Mineiro para a disputa do Brasileirão de 2011. Apesar do América ostentar a última colocação na tabela, André Dias tem sido o grande destaque do time, marcando gols em quase todas as partidas.
Acertou com o Villa Nova-MG, para jogar em 2012. Depois acertou com o Botafogo-SP.

### Santa Cruz
Foi contratado no início de 2013, após muito tempo parado devido a acúmulo de lesões e desilusão com o futebol. Passou boa parte dos campeonatos Copa do Nordeste e Campeonato Pernambucano apenas treinando a parte física e recuperando a parte técnica. Não teve chances com o treinador Marcelo Martelotte, já que o grande jogador e ídolo da torcida tricolor, Dênis Marques, encontrava-se em boa fase.
Ao final do campeonato estadual, Martelotte fechou com o maior rival do Santa Cruz, o Sport Club do Recife. Foi contratado, então, Sandro Barbosa. Com ele no comando, o Santa Cruz realizou uma campanha altamente irregular, chegando muitas vezes a estar mais perto da zona de rebaixamento à Série D do que da zona de classificação à segunda fase da Série C. Após a contratação do técnico José Luiz Mauro, o Vica, André começou finalmente a receber chances, já que Dênis Marques fora afastado pelo novo treinador por problemas de disciplina. O atacante mineiro desandou a fazer gols e realizar grandes atuações, recuperando o amor pelo futebol e conquistando a torcida coral.

### Democrata de Sete Lagoas
Contratado pelo Democrata de Sete Lagoas para a disputa da segunda divisão do campeonato mineiro, André Dias estreou no dia 2 de agosto de 2015, entrando no segundo tempo, e marcou o gol da vitória da equipe, aos 30 min. do segundo tempo. O Democrata venceu o Arsenal por 1x0.

## Títulos
Santos
- Campeonato Brasileiro: 2002

Spartak Moscou
- Copa da Rússia: 2003

Al Ain
- Etisalat Emirates Cup: 2008/2009
- UAE President Cup: 2008/2009

Cruzeiro
- Campeonato Mineiro: 2011

Santa Cruz
- Campeonato Pernambucano: 2013
- Campeonato Brasileiro - Série C: 2013

Seleção Brasileira
- Campeonato Sul-Americano sub-20: 2001